# Bohus (Granit)

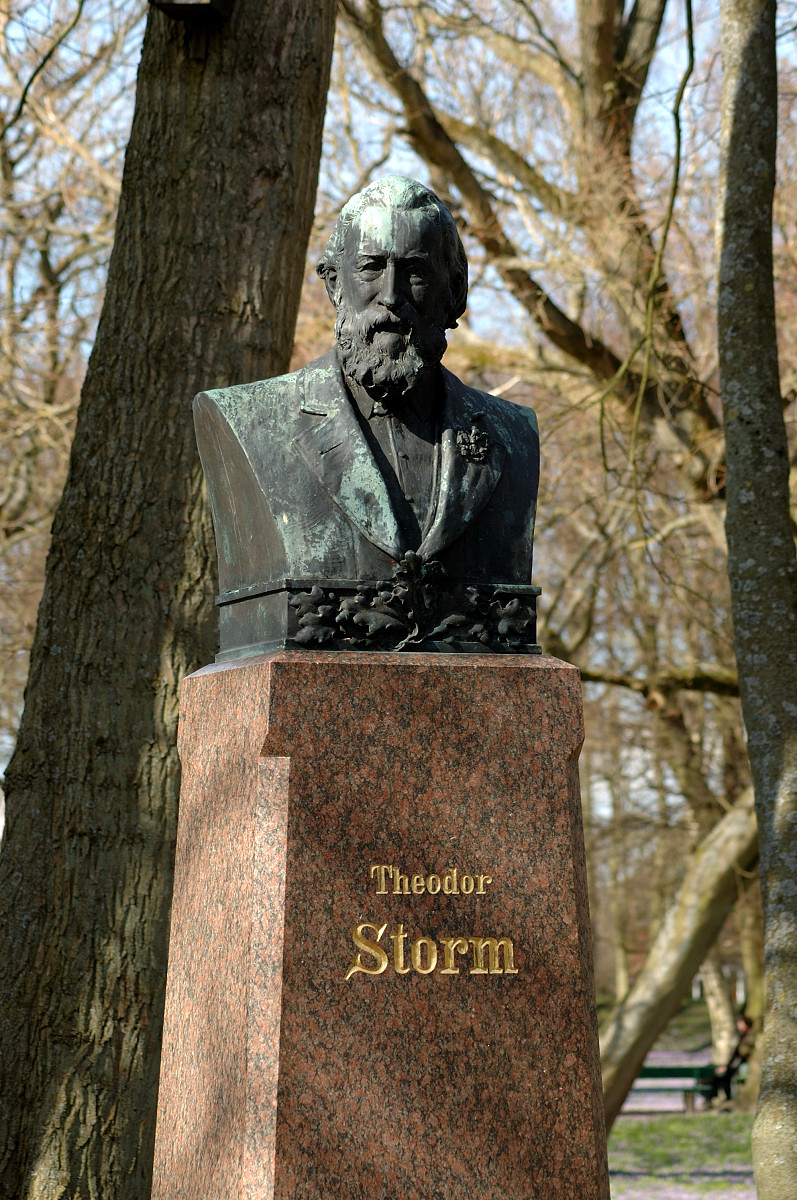
Die Bronzebüste von Theodor Storm ruht auf einem Sockel aus Bohus

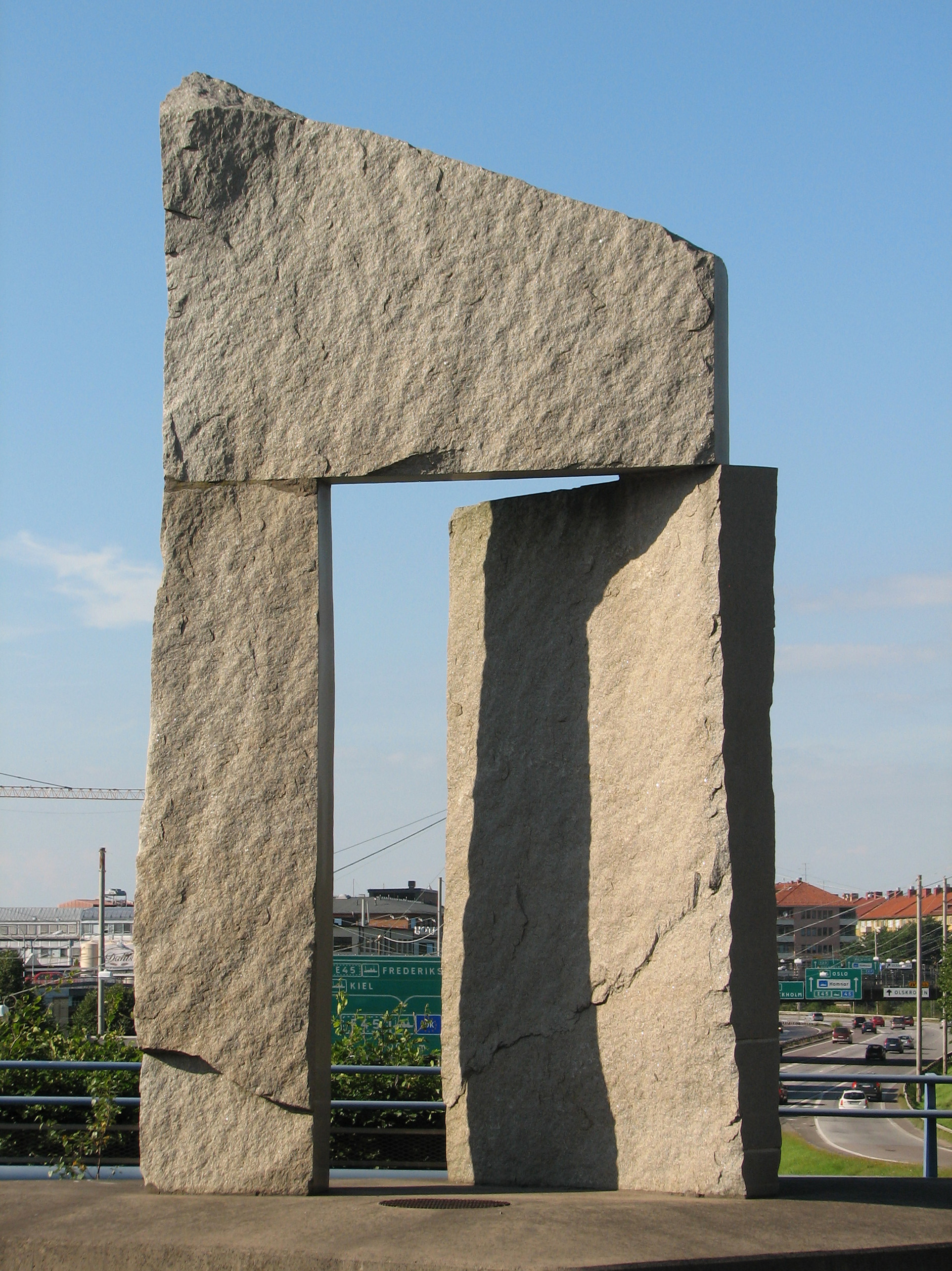
Södra Porten (Südtor) in Göteborg, Skulptur aus Bohusgranit des schwedischen Bildhauers Claes Hake

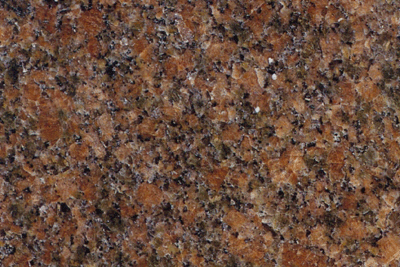
Polierte Oberfläche von Bohusgranit

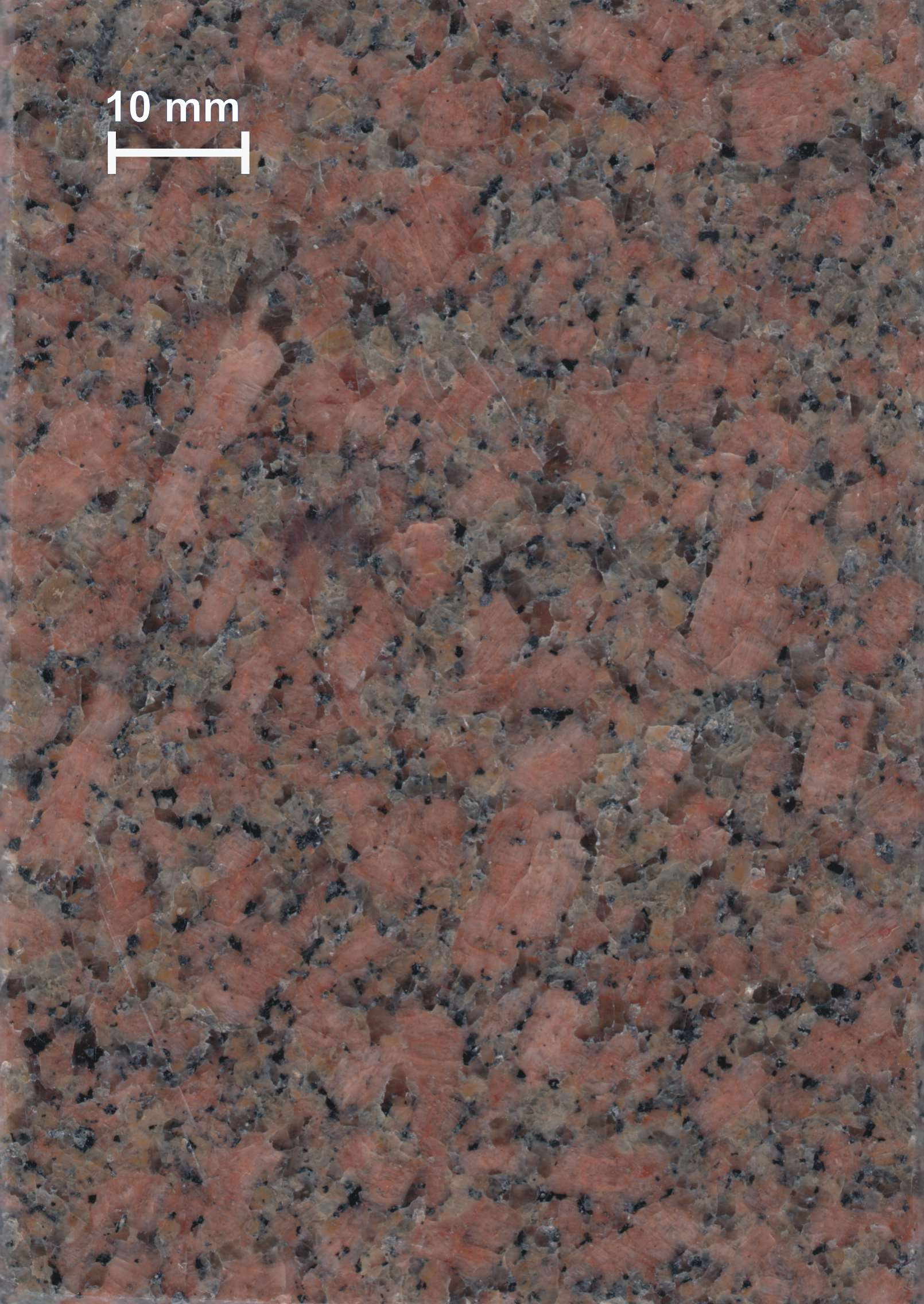
Handmuster einer Varietät von Bohusgranit

Bohus ist ein schwedischer Granit, der vor allem in zahlreichen Steinbrüchen im Gebiet von Bohuslän in Westschweden gebrochen wurde, früher insbesondere an den Ufern des Iddefjord und Gullmarsfjord. Heute sind weiterhin einige Steinbrüche in Betrieb. Dieser Granit entstand im Präkambrium vor 920 Millionen Jahren.

## Namen
Die Bezeichnung dieses Granits stammt von dem schwedischen Ort Bohus, der mit dem Ort Surte zusammengewachsen ist. 
Im Steinmetzgewerk wird der rote Granityp als Bohus und der graue Typ als Bohus Tossene (nach Steinbruch) bezeichnet, meist wird allerdings vereinfacht nach Farbe Bohus Rot oder Bohus Grau.
Weitere Namen für den roten Typ sind Bohus Röd; ferner nach Steinbruchlagen oder nach Orten Bohus Röd Bretteby, Bohus Röd Skarstad, Bohus Nordgard, Bohus Hallinden oder Bohus Bovallstrand.

## Geologie und Vorkommen
Bohus entstand nicht in einem großen Pluton, sondern kieselsäurehaltiges Magma drang in Klüfte und Schwächezonen des Baltischen Schildes ein, erstarrte neben Metamorphiten in Spalten und Gängen, die wenige Dezimeter bis zu etwa 100 Meter breit waren.
Das Vorkommen der Stora Le-Marstrand Formation erstreckt sich von Lysekil bis nach Strömstad. In Untersuchungen wurde festgestellt, „dass die Bohus-Granitkörper sich im Skagerrak noch mindestens 80 km weit westlich fortsetzen und vermutlich bis 4 km mächtig sind“.
Die Steinbrüche liegen in küstennahen Bereichen, besonders um Bovallstrand und Hunnebostrand, aber auch davon weiter entfernt. Große Abbauzentren befanden sich in der Umgebung von Krokstrand und Näsinge, auf Malmön und bei Brastad.

## Gesteinsbeschreibung
Bohus ist durch stark rote Kalifeldspäte und grau bis graugrünliche Plagioklase gekennzeichnet. Das gekörnte Gefüge erhält dieser Naturstein durch Biotit und grauen Quarz.
Bohus weicht je nach Lage und Steinbruch in der Farbe, der Korngröße der Minerale oder in der Textur, der Verteilung der Minerale, stark ab. Es gibt Bohus-Typen, die nicht rot oder rötlich, sondern grau oder braunrötlich, oder je nach Vorkommen fein-, mittel- oder grobkörnig sind. Bei Lysekil kommt beispielsweise ein feinkörniger Bohus-Typ vor, dessen Vorkommen von Pegmatiten durchzogen ist.
Abgebaut wird Bohus nur noch in wenige Steinbrüchen, wie beispielsweise im Broberg-Steinbruch.

## Verwendung
Verwendet wurde Bohus in der Vorgeschichte für Steinsetzungen und auf Bohus-Felsen befinden sich vorgeschichtliche mythologische Gravuren. 

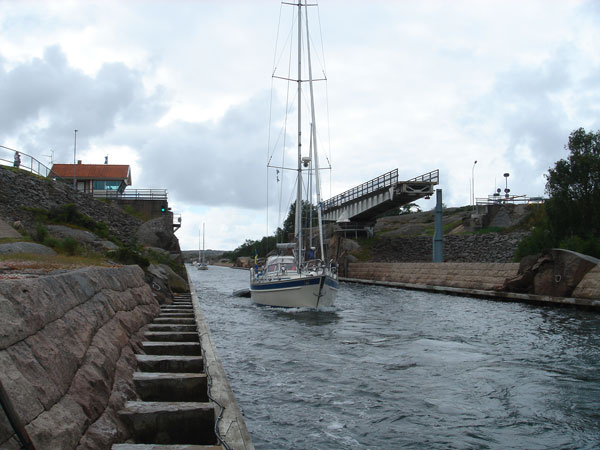
Einsatz von Bohus als Wasserbaustein am Sotekanal bei Sotenäs

Bohus wird im Massivbau und im Bauwesen für Treppen- und Fußbodenbeläge, für Fensterbänke und Fassadenplatten, im Straßen- und Gartenbau verwendet, in der Bildhauerei sowie für Grabmale. In Schweden und in Norwegen wurde er auch im Wasserbau und als Pflasterstein verwendet.
In Schweden entstand durch die ausländische Nachfrage dieses Granits eine große Steinindustrie seit etwa 1875 und ein weltweiter Handel, wobei Deutschland einer der größten Handelspartner war. Im küstennahen Norddeutschland fand, in Ermangelung nutzbarer Gesteinsvorkommen, Bohus früher häufig Verwendung im Straßen- und Gartenbau als Pflasterstein sowie als Bordstein, und auch auf Friedhöfen. Auf dem Gebiet des Bohusvorkommens befindet sich das Steinmetzgewerbe heute noch in den Orten Strömstad, Sotenäs und Tanum.
Bohus zählt zu den Hartgesteinen und ist frostfest und polierfähig.
Das Postament des Gottfried-Semper-Denkmals in Dresden wurde 1891 aus der Sorte Lysekil gefertigt. Der Entwurf zum Granitsockel stammt von Constantin Lipsius und der zur Bronzeplastik von Johannes Schilling. In Deutschland ist der Rathausmarkt Hamburg sowie weitere Fußgängerzonen in Norddeutschland und der Vorplatz des Museum Ludwig in Köln mit Bohus gepflastert worden. 
In Deutschland ist der Import stark zurückgegangen, da es ein umfangreiches internationales Angebot an roten Natursteinen gibt.

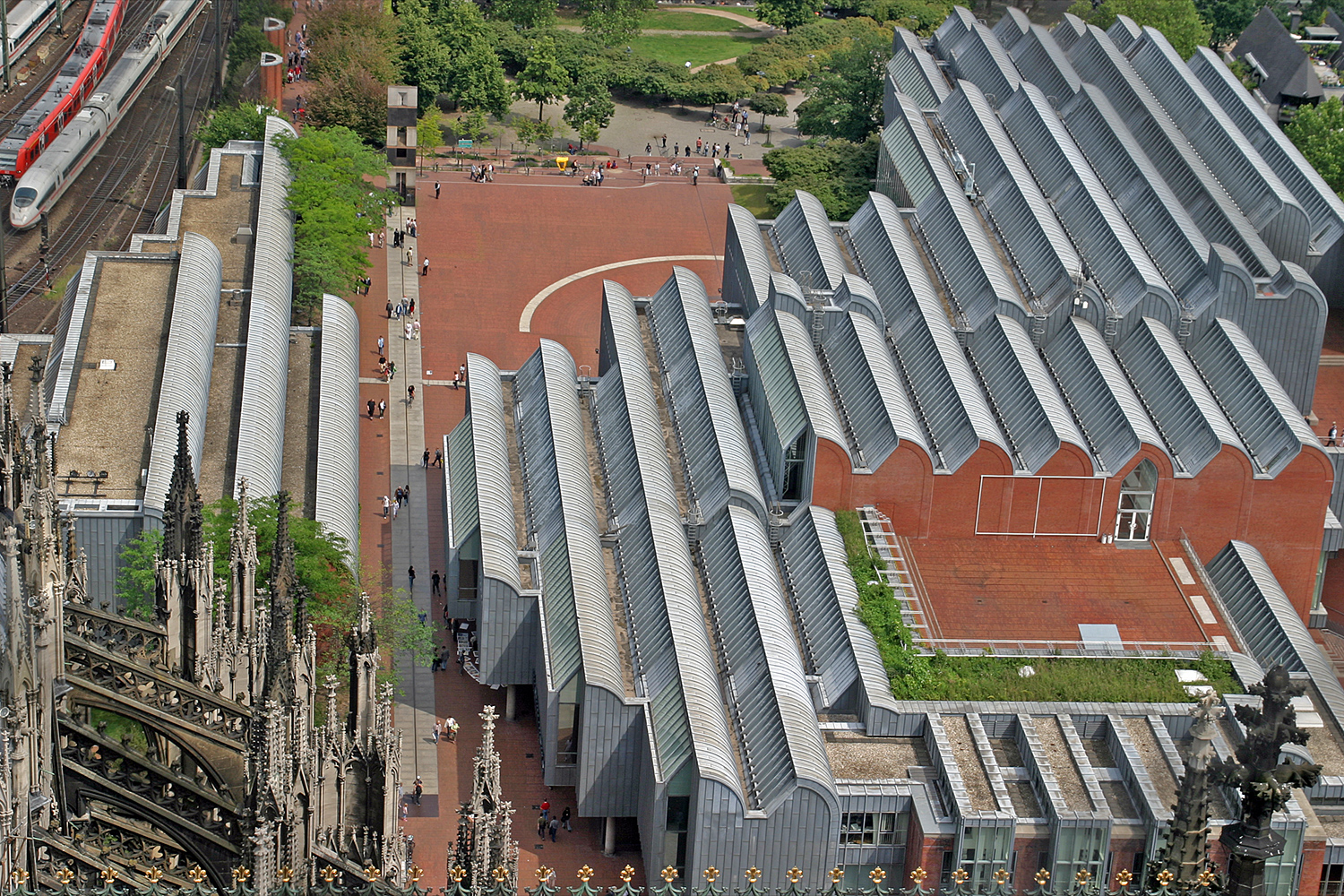
Pflasterung des Museum Ludwig in Köln

## Sonstiges
Im Steinbruch Hunnebostrand befindet sich das Stenhuggar-Museum, das alte Techniken, Abbaumethoden und die Granitbearbeitung dieses Natursteins zeigt. 

## Fotogalerie

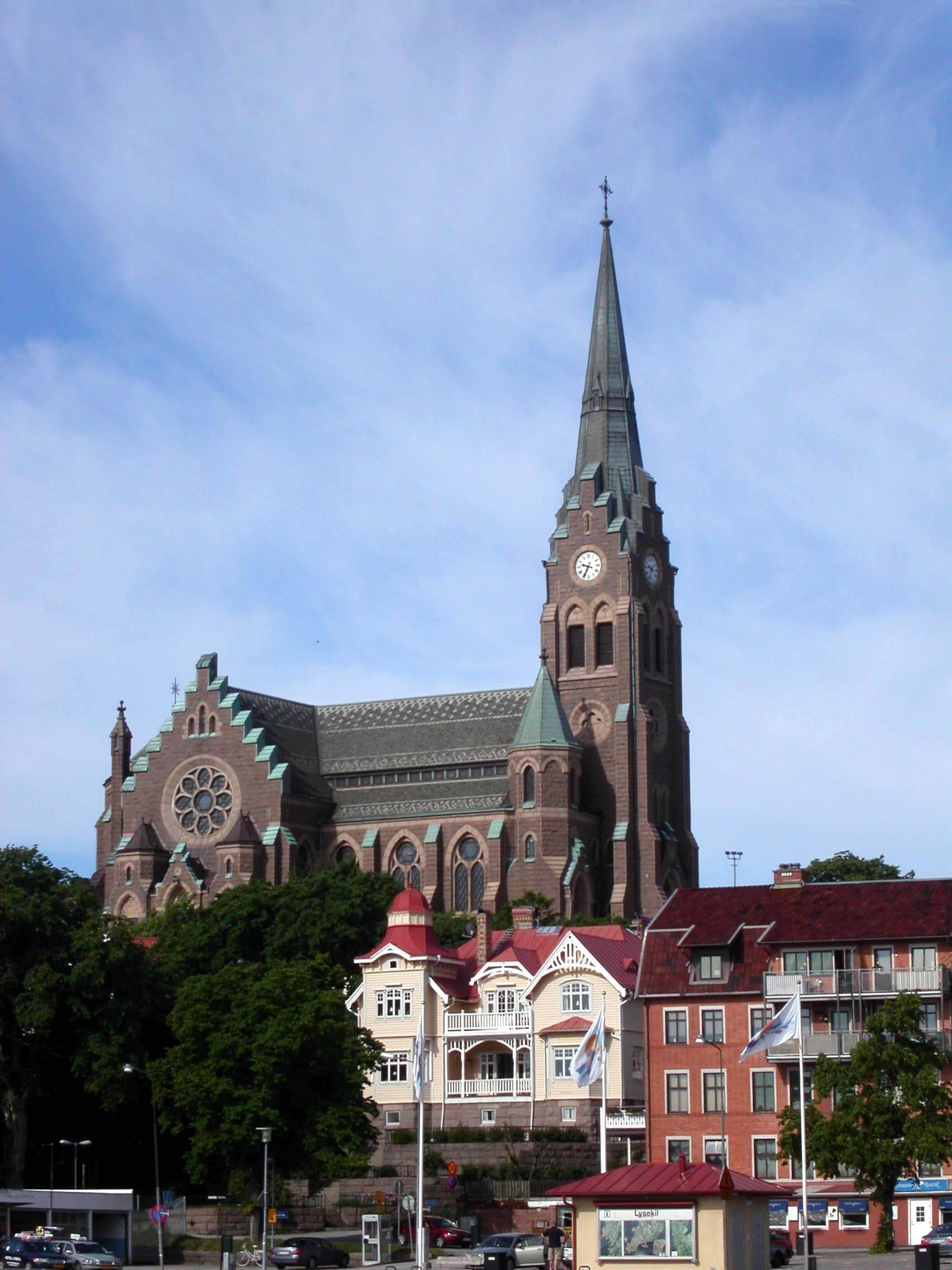
Die Kirche von Lysekil ist aus Bohus erbaut worden
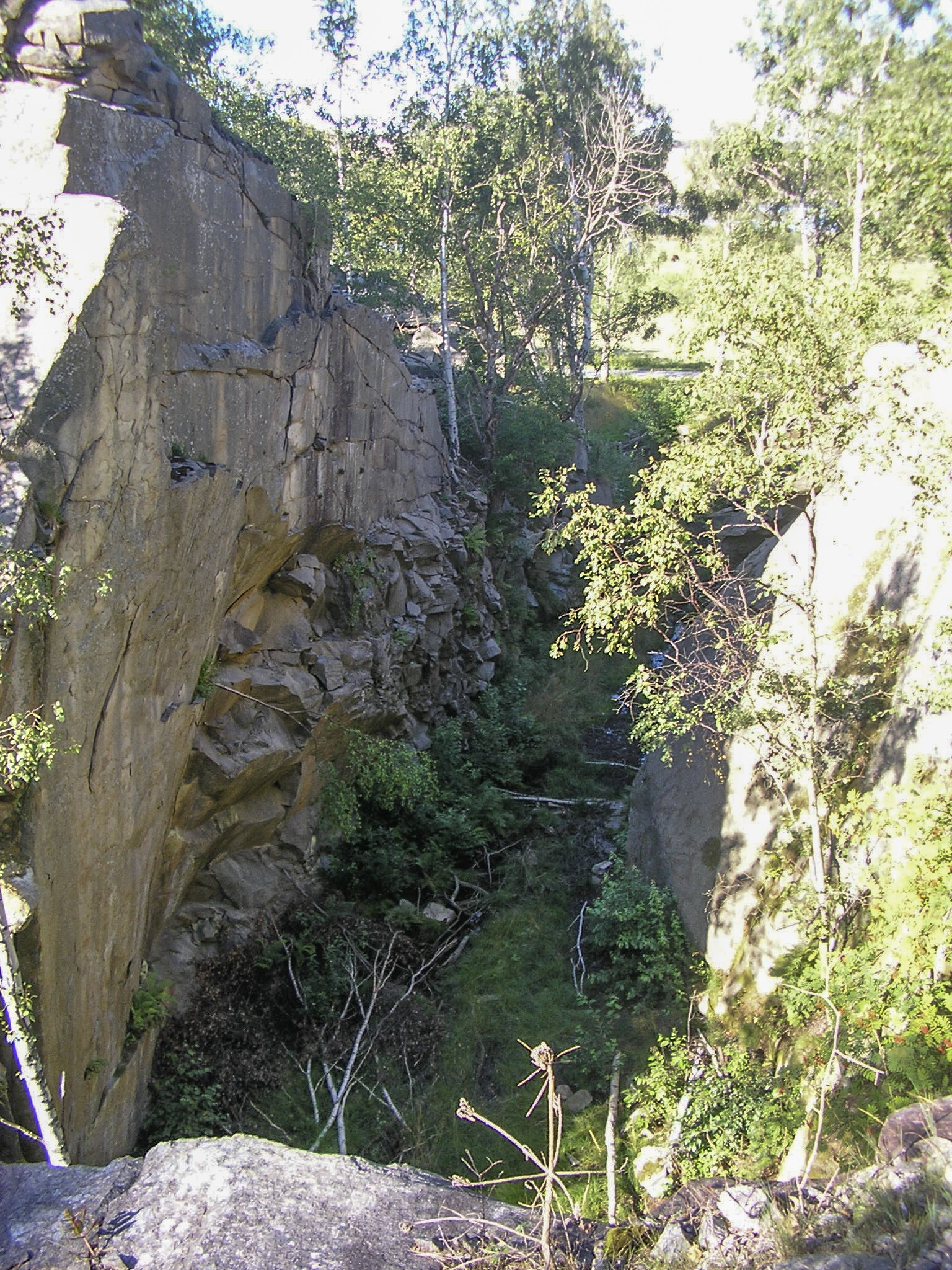
Aufgelassener Bohus-Steinbruch in Ed, Härnäset, Lysekil, Bohuslän
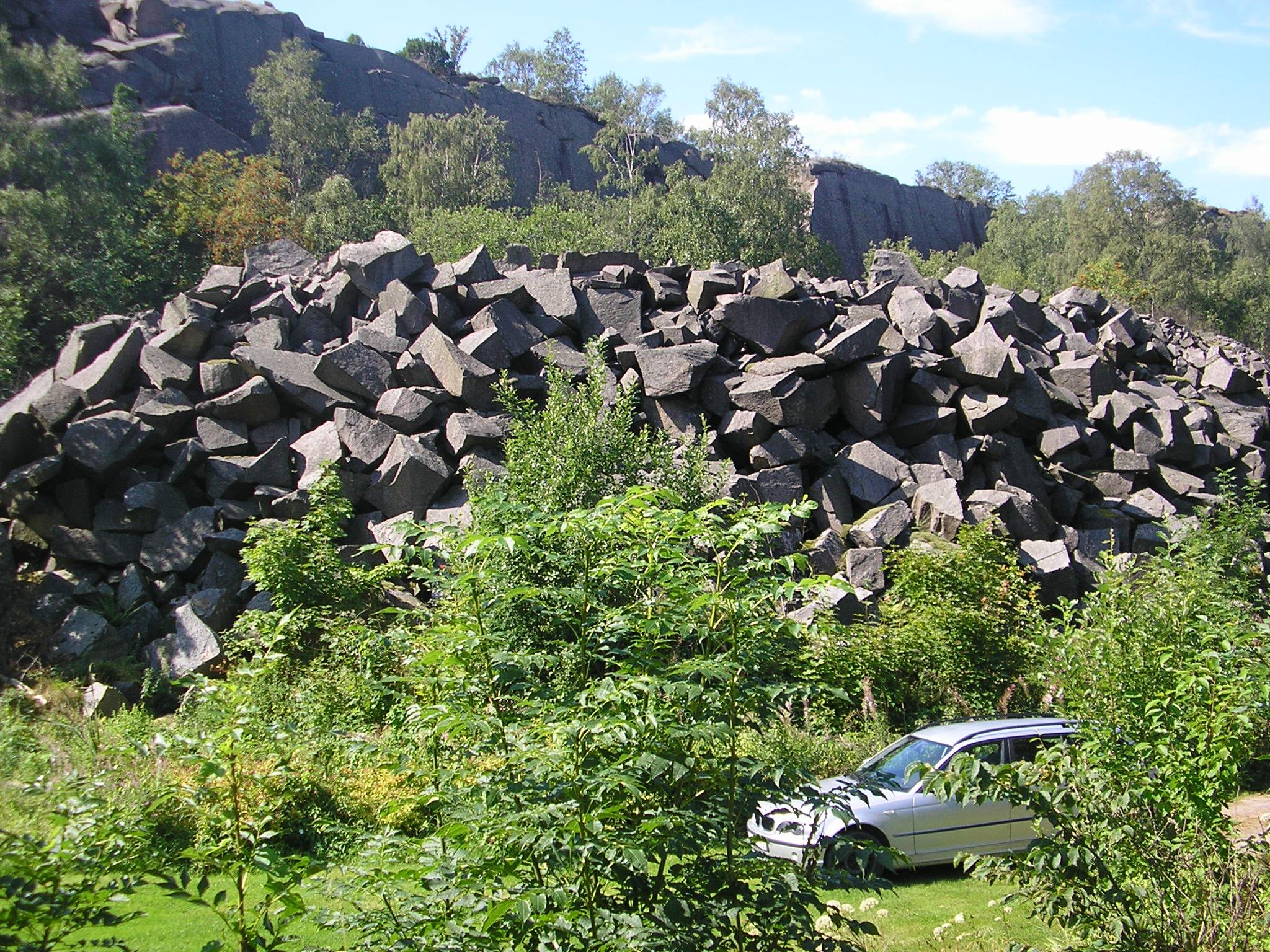
Aufgelassener Granitsteinbruch bei Lysekil
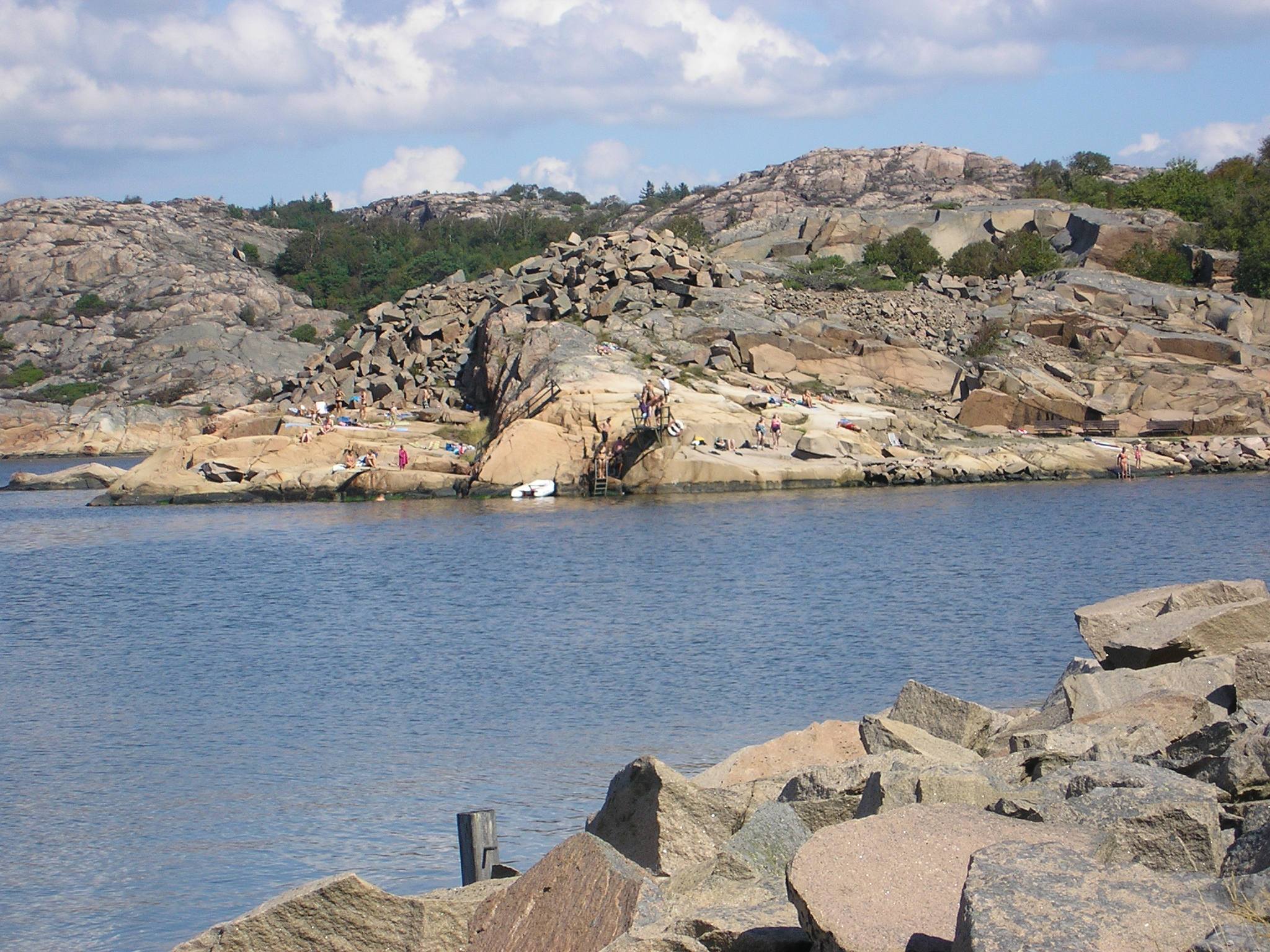
Aufgelassene Granitsteinbrüche bei Lysekil, die heute als Badeplatz dienen
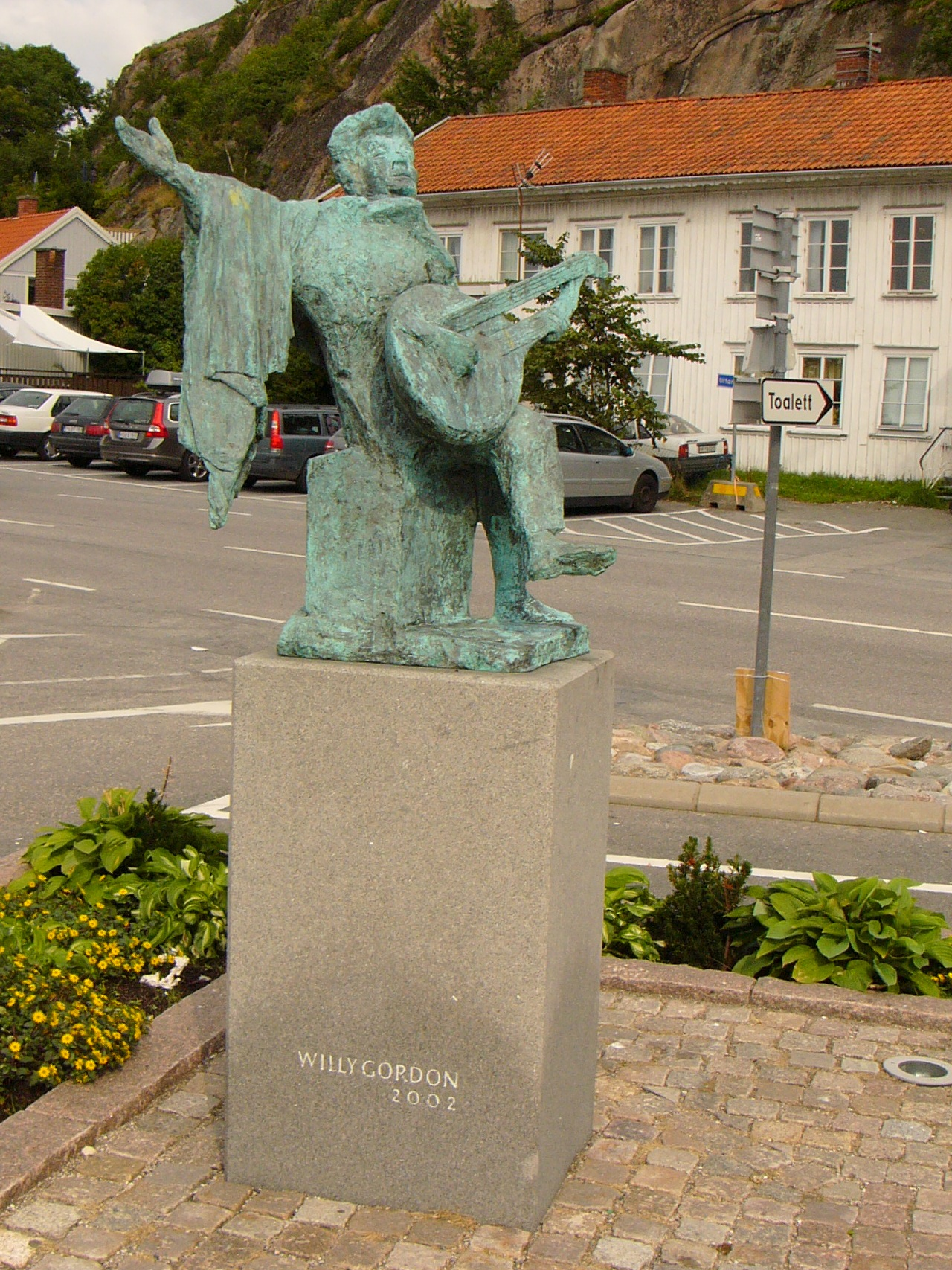
Bronzeskulptur von Evert Taube auf einem Sockel aus Bohus in Grebbestad
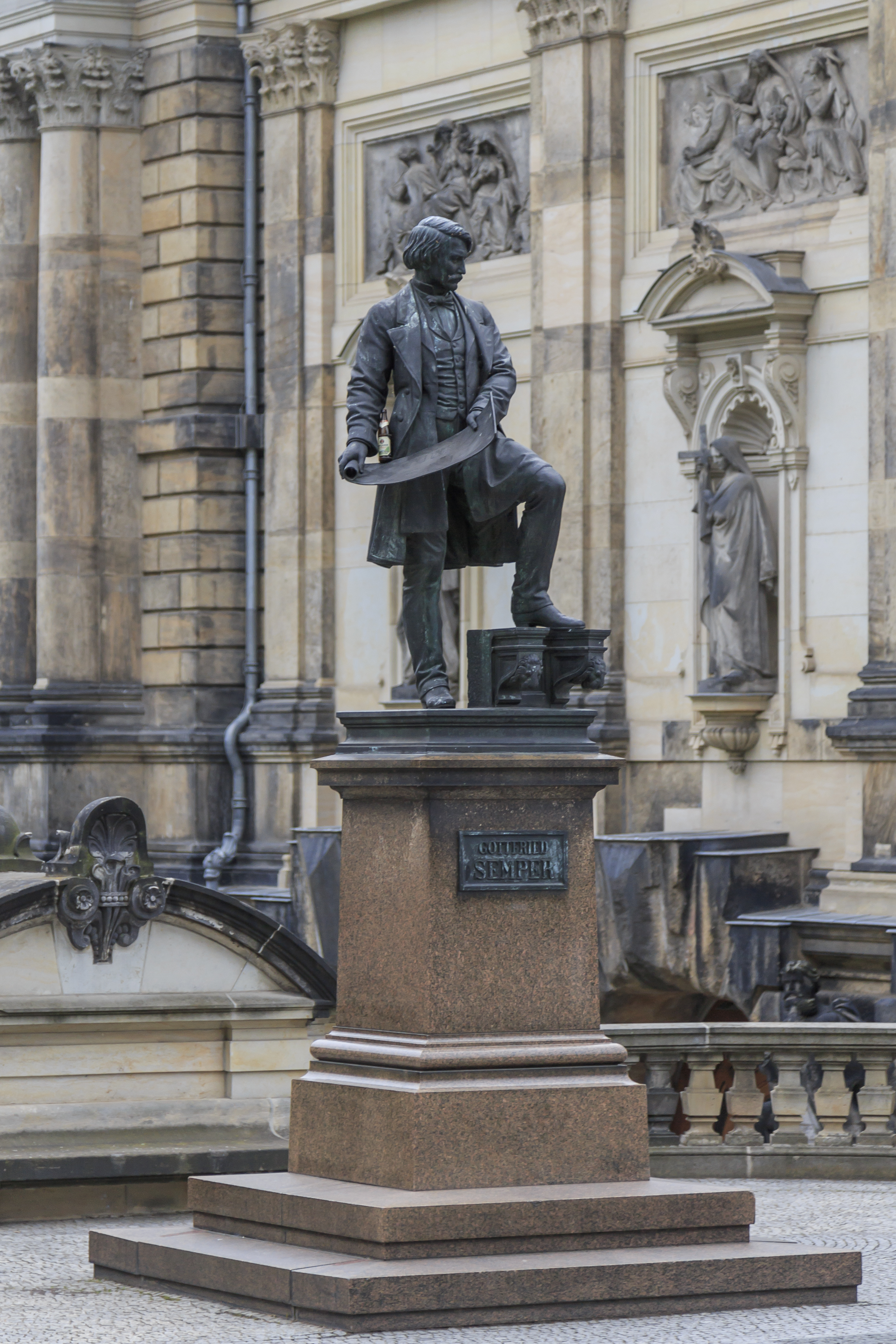
Gottfried-Semper-Denkmal in Dresden, Brühlsche Terrasse